# DC-til-DC-konverter
Indenfor elektronik er en DC-til-DC-omformer eller DC-til-DC-konverter et elektrisk kredsløb, som konverterer eller omformer fra én elektrisk kilde med én jævnspænding (DC) til et andet – eller flere udgangsspændingsniveauer. DC-til-DC-konvertere er en klasse af elektroniske effektomformere.

## Anvendelse
DC-til-DC-konvertere anvendes meget i bærbare elektroniske enheder såsom mobiltelefoner og bærbare computere, der energiforsynes fra akkumulatorer. Sådanne elektroniske enheder indeholder adskillige elektriske kredsløb med hver deres delkredsløb, som behøver et spændingsniveau forskellig fra akkumulatorens (nogle gange højere eller lavere end akkumulatorens og nogle gange spændinger med modsat polaritet). Ydermere varierer (falder typisk) akkumulatorspændingen efterhånden som den aflades og belastes. DC-til-DC-konvertere kan designes til at generere flere faste spændinger fra en enkelt varierende spændingskilde, hvilket sparer plads, fordi man så ikke behøver flere akkumulatorer med hver deres spænding.

## Konvertermetoder

### Elektroniske

#### Lineare
Lineare regulatorer sænker input-spændingen til en lavere output-spænding. Lineare regulatorer er energi-ineffektive, da de omsætter den droppede spænding til varme.
Lineare regulatorer er meget simplere end smps-baserede DC-til-DC-konvertere. Men i modsætning til smps-baserede DC-til-DC-konvertere, kan lineare regulatorer ikke generere:
- højere spændinger
- højere strømme
- spændinger med modsat polaritet

En endnu simplere metode er at anvende en modstand i serie med spændingsforsyningen. Denne modstand og belastningen udgør så en spændingsdeler, hvilket resulterer i en lavere spænding over belastningen. Ulempen er at denne metode ikke yder nogen regulering.

#### Smps-konvertering
Elektroniske smps DC-til-DC-konvertere konverterer fra ét DC spændingsniveau til et andet, ved at gemme energipakker midlertidigt og så frigive den ved et andet spændingsniveau. Den elektriske energilagring kan være i enten magnetiske komponenter (spoler, transformatorer) eller kondensatorer. Denne konverteringsmetode er mere energieffektiv (ofte 80% til 98%) end linear spændingsregulering (der omsætter den droppede spænding (og dermed energi) til varme). Denne effektivitet er nyttig, da akkumulatoren hermed kan energiforsyne belastningen i længere tid. Ulemperne ved smps DC-til-DC-konvertere er prisen, kompleksiteten og elektronisk støj (Radiofonisk støj (RFI) og Elektromagnetisk støj (EMI)).
- DC-til-DC-konvertere kan i dag fås som integrerede kredsløb, der behøver få eksterne komponenter.
- DC-til-DC-konvertere kan også fås som komplette elektroniske blokke lige til at lodde i et kredsløb.

#### Magnetiske
Disse DC-til-DC-konvertere konverterer fra én DC spænding til en anden ved at gemme energi i magnetiske komponenter (spoler, transformatorer) for en kortere tidsperiode (normalt med frekvensen 30 kHz til 5 MHz).
Ved at justere PWM; pulsbredden (forholdet mellem on-/off-tiderne), kan energipakkens energiindhold styres. Hyppigst er DC-til-DC-konvertere styret af deres output-spænding, men i princippet kan den styres af udgangens eller indgangens spænding, strøm, effekt eller bibeholde en bestemt impedans i en elektrisk belastning. I eksempelvis styringer til solceller/vindmøller optimeres efter, at få så meget energi ud som muligt (MPPT; eng. Maximum Power Point Tracking) og som der er mulighed for at afsætte i belastningerne.
Transformatorbaserede konvertere kan yde galvanisk isolation mellem input og output.
Generelt står termen "DC-til-DC-konverter" for en af følgende smps-konverterer. Disse kredsløb er hjertet i switching-mode power supply. Mange topologier findes. Denne tabel viser de mest almindelige.
|                                                 | Forward - Energien går fra input, gennem magnetiske komponenter og til belastningen, samtidig         | Flyback - Energien går fra input og gemmes i magnetiske komponenter - Senere, frigøres energien i de magnetiske komponenter til belastningen |
| Ingen transformator - Ikke-galvanisk isoleret   | Step-down (Buck) - Output-spændingen er lavere end input-spændingen og er af den samme polaritet      | - Ikke-inverterende: Output-spændingen er af samme polaritet som input - Step-up (Boost) - Output-spændingen er højere end input - SEPIC (Single-Ended Primary Inductance Converter) - Output-spændingen kan være lavere eller højere end input - Inverterende: Output-spændingen er af modsat polaritet som input - Inverting (Buck-Boost) - Ćuk - Output-strømmen er vedvarende |
| Ingen transformator - Ikke-galvanisk isoleret   | Ægte Buck-Boost - Output-spændingen er af samme polaritet som input - og kan være lavere eller højere | |
| Med transformator - Kan være galvanisk isoleret | - Halvbro - 2 transistordrevet - Fuldbro - 4 transistordrevet                                         | Flyback - 1 eller 2 transistordrevet |

Herudover kan hver topologi være:
- Hard switchet – transistorerne skifter hurtigt og mens de har fuld spænding og fuld strøm.
- Resonant – en svingningskreds former spændingen over transistoren og strømmen gennem den, så transistoren kan skifte når enten spændingen eller strømmen er nul.

Magnetiske DC-til-DC-konvertere kan anvendes på to måder, ifølge strømstyringen gennem DC-til-DC-konverterens magnetiske hovedkomponenter (spole eller transformator):
- Vedvarende – strømmen fluktuerer, men bliver aldrig nul.
- Ikke-vedvarende – strømmen fluktuerer gennem cyklussen og går til nul mod slutningen af cyklussen. Herudover er der typisk en kortere tidsrum, hvor der ikke løber strøm.

En konverter kan være designet til at fungere i vedvarende tilstand ved høj effekt – og i ikke-vedvarende ved lav effekt.
Halvbroen og Flyback topologierne fungerer på samme vis, ved at energien gemt i den magnetiske kerne skal afsættes i hver cyklus, så kernen ikke mættes magnetisk. Effektoverførslen i et flyback-kredsløb er begrænset til den mængde af energi, som kan gemmes i kernen, hvorimod forward-kredsløb normalt er begrænset af kontakternes I/V-karakteristikker.
Effekt MOSFET kontakter kan tolerere fuld strøm og fuld spænding samtidigt (selvom termisk stress og elektromigration kan afkorte levetiden), bipolar transistor kontakter kan normalt ikke samtidigt tåle fuld strøm og fuld spænding, og kræver derfor et eller to snubber-kredsløb.

#### Kapacitiv
Switched capacitor-konvertere fungerer ved at omskifte kondensatorer til input og output i forskellige topologier. For eksempel kan en switched capacitor-konverter lade to kondensatorer i serie – og så aflade dem i parallel. Dette vil producere en output-spænding på det halve af input-spændingen, men med den dobbelte strøm (minus forskellige tab). Fordi switched capacitor-konvertere arbejder med ladningspakker, kaldes de også for ladningspumpekonvertere. De anvendes typisk i anvendelser, som kun kræver lav strøm, da højere strømme får dem til at blive mindre effektive. switched capacitor-konvertere anvendes også til at lave høje spændinger, da de her er væsentligt bedre egnede.
Et eksempel på en switched capacitor AC-til-DC-konverter er en Cockcroft-Walton generator. Hvis Cockcroft-Walton generatoren drives af en DC-til-AC-konverter udgør de samlet set en DC-til-DC-konverter.